# Odorrana aureola
Odorrana aureola är en groddjursart som beskrevs av Stuart, Chuaynkern, Chan-ard och Robert F. Inger 2006. Odorrana aureola ingår i släktet Odorrana och familjen egentliga grodor. IUCN kategoriserar arten globalt som otillräckligt studerad. Inga underarter finns listade i Catalogue of Life.